# ShoMiz
ShoMiz fue un dúo de la promoción de lucha libre profesional WWE. Formado por los luchadores Big Show y The Miz. El dúo hizo su debut en enero de 2010, donde el dúo consiguió el Campeonato Unificado en Parejas de la WWE. ambos aparecieron en los eventos WrestleMania XXVI y WWE Extreme Rules.

## Carrera
El 18 de enero de 2010, luego de que Big Show ayudará al Campeón de los Estados Unidos The Miz del ataque de su rival MVP. El invitado especial de Raw, los unió para que se enfrenten a Triple H y Shawn Michaels de D-Generation X.
El 8 de febrero en Raw, Big Show y The Miz se incluyeron en un Elimination Triple Threat tag team match por el Campeonato Unificado en Parejas de la WWE, en contra de The Straight Edge Society y los campeones D-Generation X. En la lucha, Dx eliminó a The Straight Edge Society, pero ShoMiz logró hacerse con la victoria al eliminar finalmente a DX, convirtiéndose en los nuevos campeones unificados. En Elimination Chamber, The Miz se encontraba en su lucha por el campeonato de los Estados Unidos en contra de MVP. Sin embargo, el Big Show le ayudó a ganar la lucha con su K.O. Punch, reteniendo The Miz su título. La noche siguiente en Raw, ShoMiz retuvo sus campeonatos ante MVP y Mark Henry. El 1 de marzo en Raw, tan solo una semana después, ShoMiz volvió a retener sus títulos esta vez ante D-Generation X.
El 5 de marzo en SmackDown, John Morrison y R-Truth se convirtieron en retadores a los títulos en WrestleMania XXVI, luego de derrotar a los Cryme Tyme y a The Hart Dynasty. Luego en Raw, The Miz se burló de los nuevos contendientes, alegando que nadie en el vestuario era lo suficientemente digno para enfrentar a ShoMiz, pero Morrison y Truth atacaron a ShoMiz adelantando lo que sería WrestleMania. En las siguientes semanas Morrison y Truth derrotarían a The Miz  en peleas individuales, The Miz solo vencería en una pelea en parejas donde ShoMiz derrotaría al dúo de Morrison y Truth. Finalmente en WrestleMania ShoMiz retendría sus títulos venciéndolos.
Luego de WrestleMania, ShoMiz iniciaría un feudo con  The Hart Dynasty. El 29 de marzo en Raw, ShoMiz interrumpiría un discurso de Bret Hart, inmediatamente The Hart Dinasty acudió a respaldar a Hart, a su vez retando a ShoMiz a un combate. En la lucha The Miz fue atacado con el Sharpshooter, pero The Miz se retiraría del ring quedando el combate sin resultado. En Extreme Rules ShoMiz se enfrentaría a un Gauntlet match, donde el equipo que lograse vencer a ShoMiz ganaría una oportunidad por los campeonatos. En el evento, ShoMiz lograría derrotar a Morrison y R-Truth por descalificación, luego derrotarían a MVP y Mark Henry un K.O. Punch de Show sobre MVP. Finalmente, The Hart Dinasty acabaría venciendo a ShoMiz ganando la oportunidad por los títulos.
El 26 de abril en Raw, The Hart Dynasty cobraría su oportunidad por los títulos. Al final, ShoMiz perderían el Campeonato Unificado en Parejas de la WWE con el Sharpshooter de Harry Smith, luego de la derrota, Big Show atacaría a The Miz con su K.O. Punch marcando la separación del dúo.

## En lucha
- Apodos
  - "The Awesome One" (The Miz)
  - "The (500-pound) Giant" (Big Show)
  - "The World's Largest Athlete" (Big Show)
- Música de entrada
  - "I Came to Crank it Up" de Downstait & Brand New Sin

## Campeonatos y logros
- World Wrestling Entertainment
  - World Tag Team Championship (1 vez)
  - WWE Tag Team Championship (1 vez)
  - WWE United States Championship (1 vez) - The Miz